# Béldi Mihály
Béldi Mihály, uzoni (?, 1707 – ?, 1804) magyar költő, ajtónálló. Az uzoni nemes és gróf Béldi család tagja.

## Élete és munkássága
Uzoni Béldi Mihály 1707-ben született. Mint a kolozsvári iskolába járó költő, három latin nyelven íródott elégiáját jelentették meg: Lucta Danubii, Nepotes gigantium és Historia poetica montium Transilvaniae és című, amelyek Hedri Antal munkájában adtak ki Kolozsváron 1728-ban. 1797. december 8-án erdélyi címeres udvari méltósággá, pontosabban „al-ajtónállóvá” nevezték ki gróf Bethlen Pál főajtónálló mellé. 1797-ben elhalálozott felesége, Béldi Mihályné Székely Terézia, halálára pedig ő írt gyászjelentést, amit Keserves változás esvén házomban...kedves párja életemnek, killyéni Székely Theresia...huszadik napján e’ folyó hónapnak, nékem kellett életének hatvan ötödik esztendejében azon keserves szolgálatot az ő számára tennem... Bodolán, 28dik Novemb[er] 1797dik eszt[endő] uzoni Béldi Mihály cím alatt adott ki. Bodolán található házánál 1775 és 1796 között ferences rendi barátok szolgáltak, ezáltal Béldi segítette a szerzetesrendet.
Életrajza megtalálható a Nagyjaink: Háromszék jeles szülöttei. Évfordulók: 2009 címet viselő, Szőts Zsuzsa által szerkesztett, 2009-ben megjelentetett kiadványban.